# Xiong Fengshan
Xiong Fengshan (chiń. 熊鳳山; ur. 15 października 1963 w Pekinie) – chiński judoka. Olimpijczyk z Seulu 1988, gdzie zajął dziewiętnaste miejsce w kategorii 71 kg.

## Letnie Igrzyska Olimpijskie 1988
| Konkurencja | Walki                  | Walki                 | Klas. końcowa |
| Konkurencja | 1/32                   | 1/16                  | Miejsce       |
| ----------- | ---------------------- | --------------------- | ------------- |
| waga lekka  | Jason Trevisan (MLT) W | Stewart Brain (AUS) P | XIX           |